# Saqr bin Muhammad al-Qasimi
Saqr bin Muhammad al-Qasimi (in arabo صقر بن محمد القاسمي‎?; Ras al-Khaima, 1918 - 1920 circa – Ras al-Khaima, 27 ottobre 2010), è stato emiro di Ras al-Khaima dal 1948 al 2010. Al momento della morte, con un'età di circa novant'anni, era il monarca regnante più anziano.

## Primi anni di vita e formazione
Saqr bin Muhammad nacque nella città di Ras al-Khaima, dove fu allevato dal padre, Mohammad bin Sultan, che governò l'emirato come reggente tra il 1917 e il 1919 al posto del malato e paralizzato padre Salim bin Sultan. Tuttavia, dopo la morte del sovrano, fu il suo figlio minore Sultan a succedergli. Quest'ultimo fu riconosciuto dagli inglesi come sovrano dell'emirato nel 1921.
Saqr ricevette un'educazione primaria di tipo religioso. Imparò a leggere dai chierici musulmani e, più tardi, frequentò una scuola semi-regolare della capitale, in cui studiò ulteriormente lettura e scrittura, nonché i principi della matematica. Imparò anche l'arte oratoria araba.

## Presa del potere
Saqr bin Muhammad divenne sovrano di Ras al-Khaima il 17 luglio 1948, dopo un colpo di Stato incruento contro lo zio e suocero Sultan, che presumibilmente aveva trascurato i suoi doveri e alienato le concessioni petrolifere firmando segretamente un contratto con la compagnia britannica PCL (Petroleum Concessions Ltd). Saqr esiliò il suo predecessore a Sharjah.
Durante i primi anni di governo si rese necessario affrontare la sfida posta dagli Shihuh, una tribù affiliata al sultano di Mascate e Oman, che tuttavia aveva diritti consuetudinari nelle zone sia montane che costiere dell'emirato, su richiesta del villaggio precedentemente ribelle di Sha'am. Sia questo che le tribù spesso secessioniste degli Za'ab di Jazirat Al Hamra e dei Tanaij di Rams furono annessi all'emirato. È da notare che il sovrano del Za'ab (Jazirat Al Hamra) e Rams furono tra i soli sette sovrani indipendenti che firmarono il primo trattato con gli inglesi nel 1820, mentre Ras al-Khaimah era governata da un ramo diverso della famiglia. Una nota del residente britannico nel 1925 parla anche degli Za'ab (Jazirat Al Hamra) come uno Stato indipendente da qualsiasi altro sceiccato.

## Politica e adesione agli Emirati Arabi Uniti
Dopo aver ottenuto il controllo completo di Ras al-Khaima, cominciò a delegare il potere ai capi tribali al fine di evitare ulteriori spargimenti di sangue e facilitare la cooperazione con le tribù. Questi leader tribali funzionavano come intermediari tra lo sceicco Saqr e il popolo di Ras al-Khaima, seguendo la consuetudine che nessun membro tribale potrebbe soddisfare l'emiro senza il permesso del suo rispettivo Wali o Sheikh.
Saqr inizialmente rifiutò di sostenere l'adesione di Ras al-Khaima alla Federazione degli Emirati Arabi Uniti, quando fu costituita il 2 dicembre 1971, a causa di una disputa con l'Iran sulle isole del golfo Persico che aveva prima della dominazione britannica. Il 30 novembre 1970, in seguito all'evacuazione delle truppe inglesi e prima della creazione della Federazione, una forza di spedizione navale iraniana sbarcò sulle isole e le conquistò. Saqr diede poi la sua approvazione all'adesione del suo Stato agli Emirati Arabi Uniti dopo aver ottenuto la promessa dell'emiro di Abu Dhabi Zayed bin Sultan Al Nahyan e dell'emiro di Dubai Rashid bin Saeed Al Maktoum che il nuovo governo federale avrebbero sostenuto la rivendicazione di Ras al-Khaima sulle isole. Dopo aver ottenuto questa promessa, l'emirato entrò nella Federazione il 10 febbraio 1972.
Saqr nominò il suo figlio maggiore, Khalid, principe ereditario di Ras Al Khaimah nel 1974. Khalid fu sostituito da un fratellastro, lo sceicco Sa'ud, il 28 aprile 2003, e Khalid scelse la capitale dell'Oman, Mascate, per il suo esilio incondizionato. Il trasferimento del potere in modo così palese fu il primo negli Emirati Arabi Uniti (con l'esclusione dell'omicidio dell'emiro di Sharjah Khalid III bin Muhammad al-Qasimi del gennaio 1972). Al momento della pubblicazione del decreto, i soldati dell'esercito degli Emirati Arabi Uniti e i suoi carri armati furono dispiegati intorno ai siti sensibili dell'emirato per prevenire disordini, essendo l'ex principe ereditario piuttosto popolare.
Khalid si era guadagnato una reputazione di sostenitore dei diritti delle donne e di riformatore occidentale. Sua moglie, Sheikha Fawqai al-Qasimi, è stata una drammaturga e una militante attiva per le questioni femminili. Khalid si era anche espresso pubblicamente contro l'intervento americano nella guerra in Iraq e lo spodestamento del regime di Saddam Hussein. Sa'ud era invece considerato più tradizionalista.

## Morte e successione
Saqr bin Muhammad morì, dopo diversi mesi di malattia, il 27 ottobre 2010. Il principe ereditario Saud bin Saqr al-Qasimi gli succedette. L'ex principe ereditario Khalid pubblicò un video web, proclamandosi nuovo sovrano di Ras al-Khaima, poco dopo la morte del padre. Il filmato fece parte di una campagna più ampia con cui Khalid cercò di ottenere l'appoggio degli Stati Uniti e dei mediatori di potere regionali.
Khalid non trovò sostegno tra le tribù dell'emirato e dai capi degli altri sei emirati. Il Consiglio Federale Supremo, composto dai regnanti di ognuno dei sette emirati, rapidamente dichiarò il suo sostegno alla successione dello sceicco Sa'ud. Il nuovo monarca dichiarò quaranta giorni di lutto dopo la sua nomina.